# Hermann Langbein
Hermann Langbein, född 18 maj 1912 i Wien, död 24 oktober 1995 i Wien, var en österrikisk förintelseöverlevare och historiker. Han var en av grundarna av Internationella Auschwitzkommittén.